# Polečnice
Polečnice je říčka v okrese Český Krumlov v Jihočeském kraji, levostranný přítok řeky Vltavy. Její celková délka činí 32,8 km. Plocha povodí měří 197,9 km². Někdy je označována jako Kájovský potok.

## Průběh toku
Polečnice pramení zhruba 7 km jihozápadně od obce Chvalšiny ve vojenském újezdu Boletice v nadmořské výšce cca 860 m. Přesněji se pramen nachází v blízkosti bývalé osady Míšňany mezi vrchy Dřevíč (957 m), U Javoří (896 m) a Vysočina (910 m). Dále potok cca po 2 km protéká rybníky Horní polečnický rybník a Dolní polečnický rybník v blízkosti železniční stanice Polečnice. Poté se stáčí k východu a protéká osadou Polná na Šumavě. Odtud víceméně teče podél železniční trati č. 194 směr Hořice na Šumavě. Před Hořicemi z pravé strany přibírá vody Květušinského potoka, protéká okolo Hořic na Šumavě a Šebanova, za nímž přibírá z pravé strany vody potoka Čertice. Dále protéká okolo Kladenského Rovného (rybník U Bugenů), Mezipotočím kde přibírá z pravé strany vody potoka Kaliště. Odtud již tok potoka nabírá na síle, protéká Kájovem a u Petráškového mlýna se stáčí ke Starým Dobrkovicům a Českému Krumlovu. V Českém Krumlově protéká tzv. Jelení zahradou pod zámkem a do Vltavy se vlévá v blízkosti tzv. Porákova mostu. Potok se vlévá do Vltavy na jejím 282,7 říčním kilometru v nadmořské výšce cca 480 metrů. Polečnice je říčkou, která se často při vyšších srážkových úhrnech a přívalových deštích rozvodňuje. Při povodních v roce 2002 rozvodnění zejména úseku Kájov-Český Krumlov způsobilo nemalé materiální škody na majetku, totéž se pak opakovalo i v roce 2013 při další velké povodni.

### Větší přítoky
- Brzotický potok (hčp 1-06-01-160) je levostranný přítok, jehož délka činí 4,2 km.[5] Plocha jeho povodí měří 7,1 km².[2] Do Polečnice se vlévá na jejím 24,0 říčním kilometru.[5]
- Květušínský potok (hčp 1-06-01-162) je pravostranný přítok, jehož délka činí 3,4 km.[6] Plocha jeho povodí měří 5,6 km².[2] Do Polečnice se vlévá na jejím 19,5 říčním kilometru.[6]
- Hořický potok (hčp 1-06-01-164) je pravostranný přítok, jehož délka činí 2,5 km.[7] Plocha jeho povodí měří 6,4 km².[2] Do Polečnice se vlévá na jejím 18,1 říčním kilometru.[7]
- Čertice (hčp 1-06-01-166) je pravostranný přítok, jehož délka činí 8,3 km.[7] Plocha povodí měří 14,4 km².[2] Do Polečnice se vlévá na jejím 16,3 říčním kilometru.[7]
- Škeblice (hčp 1-06-01-168) je levostranný přítok, jehož délka činí 4,3 km.[8] Plocha povodí měří 6,2 km².[2] Do Polečnice se vlévá na jejím 13,2 říčním kilometru.[8]
- Kaliště (hčp 1-06-01-170) je pravostranný přítok, jehož délka činí 3,2 km.[9] Plocha povodí měří 5,3 km².[2] Do Polečnice se vlévá na jejím 10,4 říčním kilometru.[9]
- Chvalšinský potok nazývaný též Třebovický potok (hčp 1-06-01-172) je levostranný a celkově největší přítok, jehož délka činí 17,9 km.[10] Plocha jeho povodí měří 97,5 km².[2] Do Polečnice se vlévá na jejím 5,9 říčním kilometru.[10]
- Hučnice (hčp 1-06-01-184) je levostranný přítok, jehož délka činí 4,9 km.[7] Plocha povodí měří 10,9 km².[2] Do Polečnice se vlévá na jejím 2,9 říčním kilometru.[7]

## Vodní režim

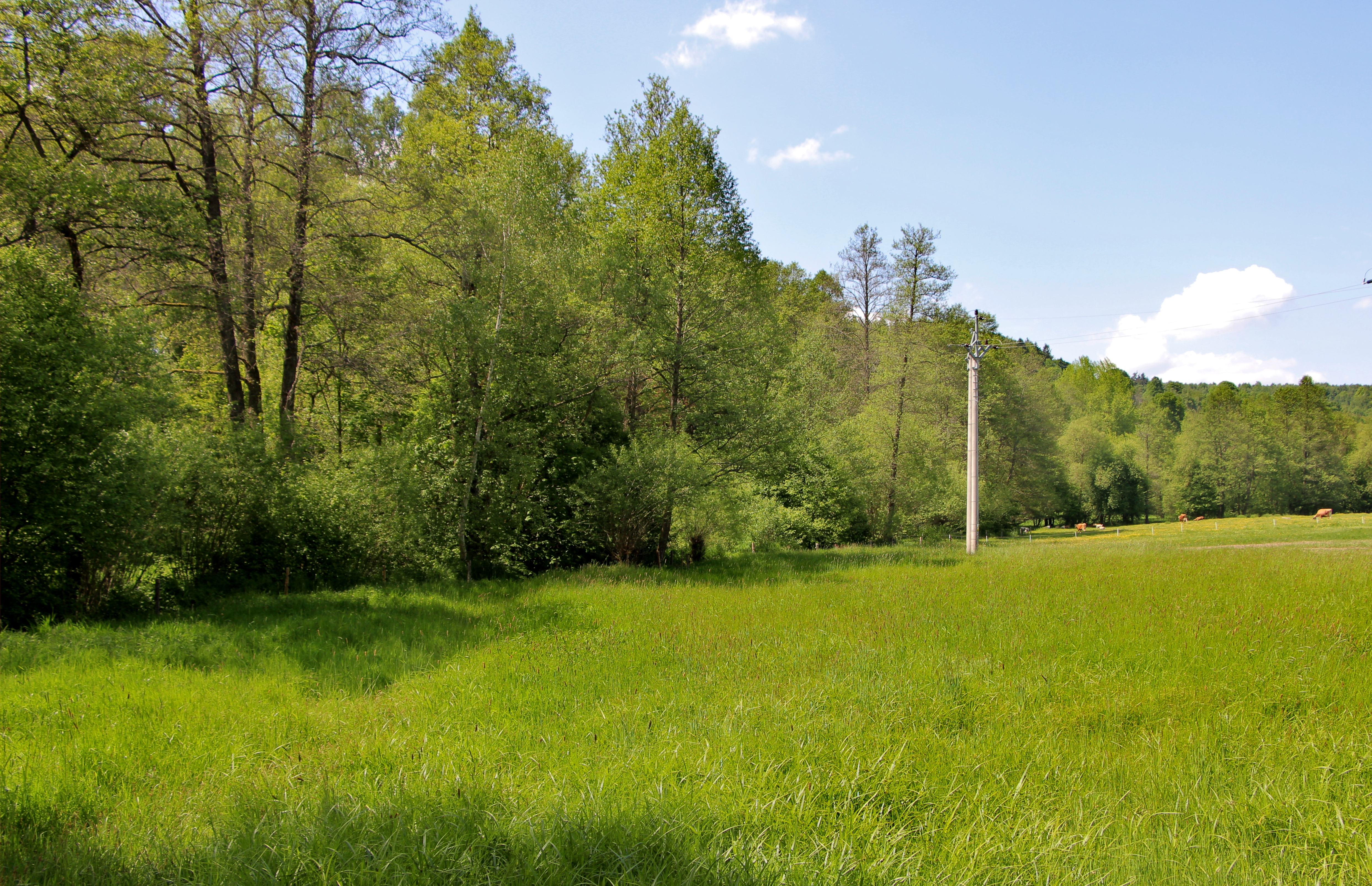
Údolí říčky Polečnice u Stěžerova

Průměrný průtok u ústí činí 1,64 m³/s.

## Mlýny
- Vošahlíkův mlýn – Český Krumlov, Latrán 148, kulturní památka